# Neuhochdeutsche Sprache
Als neuhochdeutsche Sprache (kurz Neuhochdeutsch, Abk. Nhd., auch Nhdt.) bezeichnet man die jüngste Sprachstufe des Deutschen, wie sie etwa seit 1650 (nach anderen Einteilungen ab 1500) besteht. Dem Neuhochdeutsch gehen die germanischen Sprachstufen Althochdeutsch, Mittelhochdeutsch und – je nach Einteilung als Übergangsphase – das Frühneuhochdeutsch voraus, das etwa zwischen 1350 und 1650 verwendet wurde.

## Abgrenzung zu früheren Sprachstufen
In der älteren Germanistik wird noch an einer Dreiteilung zwischen Althochdeutsch – Mittelhochdeutsch (einschließlich Früh- und Spätmittelhochdeutsch) – Neuhochdeutsch (einschließlich Frühneuhochdeutsch) festgehalten, die Martin Luther und die Reformationszeit und damit um 1500 als Anfang der neuhochdeutschen Zeit ansehen. Von dieser Dreiteilung ist man inzwischen oft abgerückt: Oft geht die Fachliteratur inzwischen von einer Zwischenperiode zwischen dem Mittelhochdeutschen und dem eigentlichen Neuhochdeutschen aus, dem Frühneuhochdeutschen, wie es der Germanist Wilhelm Scherer erstmals in seinem Buch Zur Geschichte der deutschen Sprache (1875) einführt. Nach Scherer reicht das Frühneuhochdeutsche von 1350 bis 1650. Zuweilen werden das Ende des Mittelhochdeutschen und der Beginn des Neuhochdeutschen aber auch noch bei 1500 angesetzt, meist ohne eine frühneuhochdeutsche Phase.
Ferner muss man noch regionale Unterschiede machen: In Mittel- und Norddeutschland ist das Neuhochdeutsche seit etwa 1650 die Sprache der Literatur und gedruckter Texte. In den historischen Gebieten von Oberdeutschland (Süddeutschland, Österreich und der Schweiz z. B. in Vorderösterreich) und auf dem Territorium des heutigen Schwabenlandes sowie Bayerns setzte sich das Neuhochdeutsche erst ab etwa 1750 durch und verdrängte damit die dort zuvor gebräuchliche oberdeutsche Schreibsprache. In einigen Sprachgeschichten wird deshalb die Epochengrenze zwischen dem Frühneuhochdeutschen und dem Neuhochdeutschen für z. B. Bayern oder Österreich erst um 1750 angesetzt.
Schließlich gibt es auch Sprachgeschichten, die ab 1945 noch eine neue Epoche beginnen lassen, die des Gegenwartsdeutsch.

## Geschichte

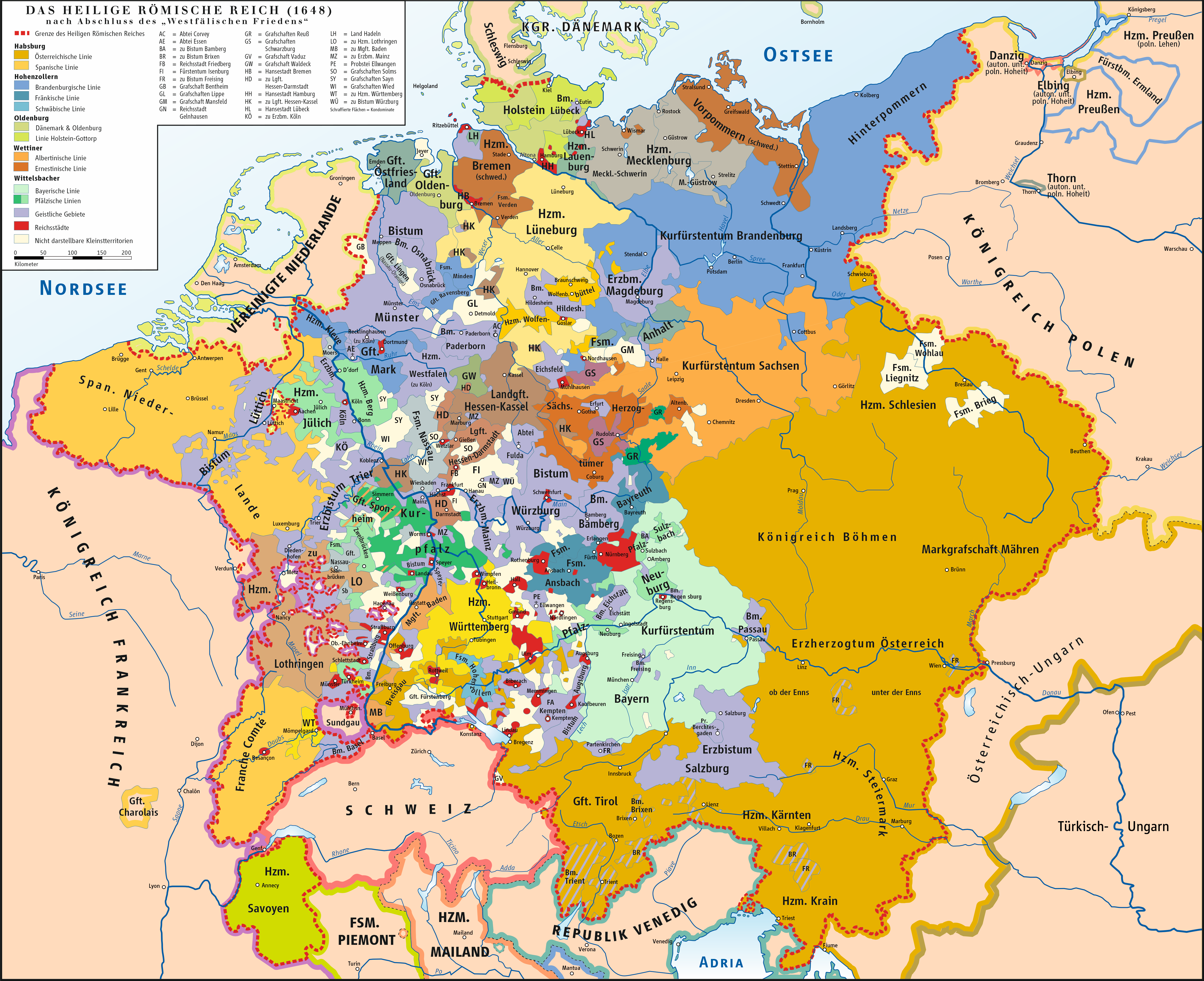
Das heilige römische Reich deutscher Nation 1648

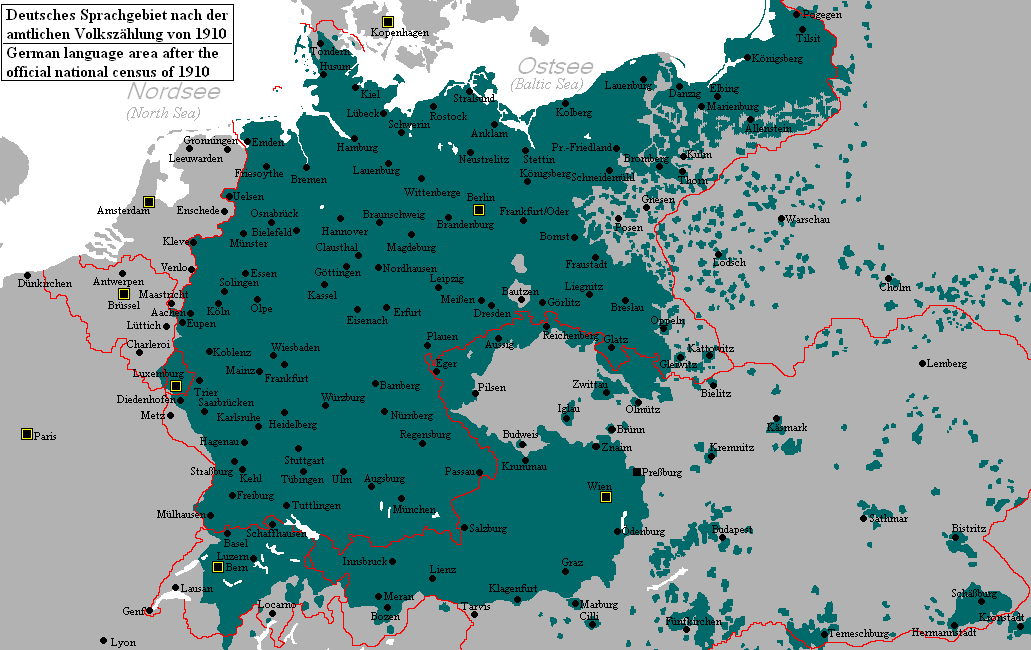
Die geografische Ausbreitung von Neuhochdeutsch 1910

Deutschsprachige Regionen in Europa heute

### Übersicht
In der neuhochdeutschen Sprachperiode entwickelte sich vor allem nach und nach eine deutsche Standardsprache (sowohl geschrieben und gesprochen). In diesem Zusammenhang sind auch eine Vielzahl von Wörterbüchern, Grammatiken und Stilfibeln zu sehen, die in dieser Periode entstanden. Ferner erweiterte sich durch literarische Einflüsse und durch technische und politische Entwicklungen der deutsche Wortschatz. Größere Entwicklungen im Bereich Phonologie und Morphologie fanden nicht mehr statt.

### 16. bis 18. Jahrhundert

#### Sprachnorm und Sprachgesellschaft
Zu Beginn der frühen Neuzeit gab es im deutschen Sprachraum noch keine einheitliche Sprachnorm: Aussprache und Rechtschreibung sind nicht einheitlich geregelt, sondern sind ebenso regional bestimmt wie der deutsche Sprachraum politisch in viele einzelne Länder zersplittert ist. Ab Ende des 16. Jahrhunderts begannen die Gebildeten jedoch, die Frage nach einer Sprachnorm zu diskutieren. In diesem Zusammenhang wurde gefragt, welche der vielen regionalen Varianten das Potential für eine Hoch- oder Standardsprache des Deutschen hätte, und es gab erste Bestrebungen, "gutes Deutsch" in Form von Grammatiken festzuschreiben.
Luthers Bibelübersetzung hat zwar wichtige Impulse für die Entstehung einer einheitlichen Hochsprache gegeben, aber Luthers Deutsch deckte nur die religiöse Sphäre ab. Wollte man eine einheitliche Hochsprache, müsste man auch ein einheitliches Deutsch für die Bereiche Alltag, Literatur, Wirtschaft und Verwaltung finden. Dies war im 16. und 17. Jahrhundert jedoch noch nicht der Fall. Erschwerend kam hinzu, dass die führenden Schichten Deutschlands, die Adelsschichten, sich am Französischen orientierten; Französisch war auch Hofsprache.
Diese Situation wollten zu Beginn des 17. Jahrhunderts Adelige und gelehrte Bürger aus Nationalgefühl ändern: Ziel war für sie die Schaffung einer einheitlichen deutschen Sprache und einer deutschsprachigen Nationalliteratur. Aus dieser Motivation heraus entstanden Anfang des 17. Jahrhunderts die Sprachgesellschaften, Vereinigungen, die sich um Themen wie sprachlicher Purismus, Literaturkritik, Ästhetik oder Übersetzungswesen kümmerten. Zu den bedeutendsten Sprachgesellschaften im deutschen Sprachraum zählte die Fruchtbringende Gesellschaft, die 1617 in Weimar gegründet wurde und sich auch an europäischen Vorbildern wie der italienischen Accademia della Crusca orientierte. Zu ihren Mitgliedern zählten zum Großteil Adelige und auch einige Bürgerliche; Frauen waren von der Mitgliedschaft ausgeschlossen. Zu den prominenten Mitgliedern der Gesellschaft gehörten unter anderem Andreas Gryphius, Fürst Ludwig von Anhalt, Martin Opitz und Georg Schottel. Mitglieder der Sprachgesellschaften verfassten wichtige Schriften, die auf die Entwicklung der Sprache und Literatur Einfluss nehmen sollten, so ist Georg Schottel der Autor der Publikation Ausführliche Arbeit von der Teutschen Haubt-Sprache (1663) und Martin Opitz Verfasser des Buch von der deutschen Poeterey.

#### Wörterbücher und Grammatiken

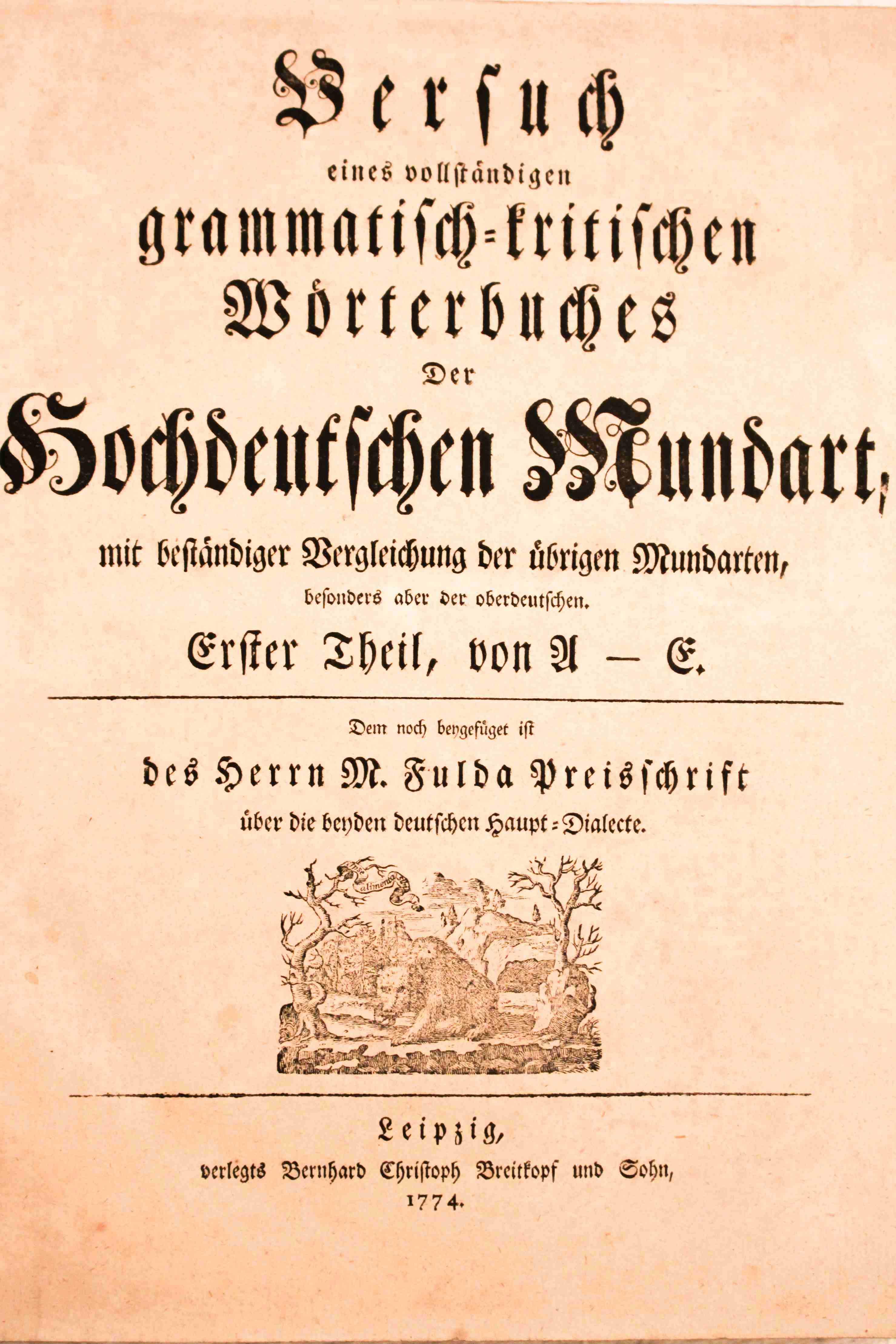
1774 erschien Johann C. Adelungs Versuch eines vollständigen grammatisch-kritischen Wörterbuches der Hochdeutschen Mundart, mit beständiger Vergleichung der übrigen Mundarten, besonders aber der oberdeutschen in der Erstauflage

Einher mit dem Streben nach einer deutschen Standardsprache ging auch die Produktion von neuen Wörterbüchern und Grammatiken. Während im 15. und Anfang des 16. Jahrhunderts die Wörterbücher, Grammatiken und Sprachlehrbücher noch am Lateinischen orientiert waren, erschienen nun Werke, die sich um die Beschreibung der deutschen Sprache bemühten. Schottels Ausführliche Arbeit von der Teutschen HaubtSprache war ein wichtiger Anfang, weil Schottel seinem Werk eine 173 Seiten lange Liste von deutschen Stammwörtern anfügte und auch versuchte, eine (ideale) deutsche Sprachform gebildeter Männer zu beschreiben. Auf Schottels Wortliste konnte Kaspar Stieler mit seinem Wörterbuch Der Teutschen Sprache Stammbaum und Fortwachs aufbauen. Weitere wichtige Sprachnormierer, die folgten, waren Johann Christoph Gottsched und Johann Christoph Adelung. Adelungs Wörterbuch Versuch eines vollständigen grammatisch-kritischen Wörterbuch der Hochdeutschen Mundart griff den Vorschlag Gottscheds auf, das Meißnische und Obersächsische als Literatursprache und damit als Norm für die Schriftsprache zu erheben.

#### Das Ostmitteldeutsche als Schriftnorm
In der ersten Hälfte des 17. Jahrhunderts war der deutsche Sprachraum noch im Wesentlichen zweigeteilt: Im protestantischen Norden wurde die ostmitteldeutsche Schriftsprache verwendet, die sich am von Sprachnormierern wie Gottsched und Adelung befürworteten Meißnisch orientiert. Im katholischen Süden, südlich etwa der Rhein-Main-Linie, wurde noch die oberdeutsche Schriftsprache verwendet. Die oberdeutsche Schriftsprache konnte sich letztlich im süddeutschen Raum nicht als zweite deutsche Norm durchsetzen – zu stark war der Einfluss der nord- und ostmitteldeutschen Sprachnormierer. Der deutsche Süden übernahm bis spätestens Ende des 18. Jahrhunderts die ostmitteldeutsche Sprachnorm, auch durch den Einfluss von Schriftstellern wie Klopstock, Lessing oder Goethe.

#### Der Einfluss der Schriftsteller und der Weimarer Klassik
In der Sprachgeschichtsschreibung wird das Ende des 18. Jahrhunderts als besondere Situation für die deutsche Sprachgeschichte beschrieben, weil hier viele Schriftsteller Einfluss auf die Sprachentwicklung nahmen, indem sie eine deutsche Literatursprache etablierten. Als Beispiele für Schriftsteller, die von Zeitgenossen als besondere Vorbilder für eine deutsche Schriftsprache gesehen wurden, werden oft Friedrich Wilhelm Klopstock, Gotthold Ephraim Lessing, Christoph Martin Wieland und Johann Gottfried Herder genannt. Als herausragende Figuren in der deutschen Literaturgeschichte wurden jedoch Johann Wolfgang von Goethe und Friedrich Schiller als Hauptvertreter der Weimarer Klassik gesehen, deren Sprachgebrauch zur Entwicklung einer voll ausgebildeten deutschen Schriftsprache beigetragen haben.

### 19. Jahrhundert

#### Schulwesen
Mit der Etablierung eines allgemeinen Schulwesens im 19. Jahrhundert sowie des Gymnasiums mit seinem humanistischen Bildungsideal wurden die Grundlagen gelegt, einer großen Zahl von Menschen die Schriftsprache sowie deutsche Literatur nahezubringen. Bemerkenswert in diesem Zusammenhang sind mehrere Publikationen, die dazu beitragen sollten, den Unterricht in der deutschen Gegenwartssprache zu verbessern, so z. B. Vom deutschen Sprachunterricht in der Schule und von deutscher Erziehung und Bildung überhaupt (1867) von Rudolf Hildebrand und Der deutsche Unterricht auf deutschen Gymnasien von Robert Hiecke. In das 19. Jahrhundert fallen auch die Veröffentlichung von normativen Schulgrammatiken und Stilfibeln für Laien. Ein Klassiker der damaligen Zeit war Ludwig Sütterlins Die deutsche Sprache der Gegenwart (1900).

#### Entstehung der Sprachwissenschaft

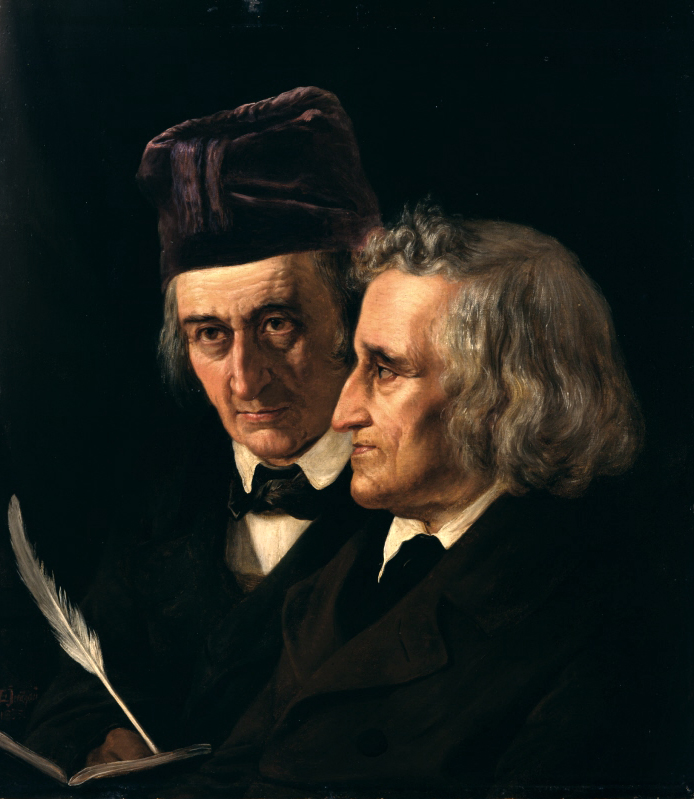
Doppelportrait der Brüder Wilhelm (links) und Jacob Grimm
(Ölgemälde von Elisabeth Jerichau-Baumann, 1855)

In der ersten Hälfte des 19. Jahrhunderts etabliert sich die Disziplin der Sprachwissenschaft an den Universitäten. Wurde vorher vor allem Sprachpolitik und Sprachpflege betrieben, legte man ab nun in der Sprachwissenschaft Wert auf wissenschaftliche Objektivität und neutrale Beschreibung der Sprachphänomene. Entscheidend für die Weiterentwicklung der Sprachwissenschaft waren auch technische Fortschritte: Mit der Erfindung von Aufnahmegeräten wie Wachswalzen und Schellackplatten war es erstmals möglich, auch gesprochene Sprache zu konservieren und damit z. B. Dialektforschung zu betreiben. In das 19. Jahrhundert fällt auch die Entstehung des epochalen Deutschen Wörterbuchs der Brüder Grimm, das 1854 begonnen und unter Grimms nachfolgenden Forschern weiter bearbeitet wurde. Der letzte Band wurde 1961 fertiggestellt. Die Brüder Grimm können als die Begründer der Wissenschaft der deutschen Sprache und Literatur (Germanistik) gelten.

#### Entwicklungen im Wortschatz
Die zweite Hälfte des 19. Jahrhunderts sieht viele technische Neuerungen, darunter die Dampfmaschine, die Eisenbahn, die Elektrizität und die Fotografie. Auch die Medizin machte große Fortschritte. In der Folge finden im 19. Jahrhundert und Anfang des 20. Jahrhunderts viele neue Wörter Eingang in die deutsche Sprache, wie z. B. Industrie, Fabrik, Techniker, Lokomotive, Automobil, Benzin, Garage, Glühbirne, Telegraf, Bakterium und Virus.
Schon ab dem 18. Jahrhundert gab es Tendenzen, die sich um die „Reinheit“ der deutschen Sprache sorgten und gegen den Zugang zu vieler Fremdwörter in die deutsche Sprache kämpften. Allen voran war hier der Allgemeine Deutsche Sprachverein tätig. Dieser als Purismus bezeichnete Kampf gegen Fremdwörter erreichte seinen Höhepunkt mit Joachim Heinrich Campes Wörterbuch der dt. Sprache. Viele der dort vorgeschlagenen Ersatzwörter konnten sich jedoch nicht durchsetzen (Esslust statt Appetit, Zerrbild statt Karikatur). Es gibt aber auch eine Reihe von Wörtern, die heute dank Campe und Otto Sarrazin (Vorsitzender des Allgemeinen Deutschen Sprachvereins) nun Teil der deutschen Sprache sind: Bittsteller (statt Supplikant), Bahnsteig (statt Perron) oder Fahrrad (statt Velociped).

### 20. Jahrhundert

#### Sprachnormierung und Standardisierung
Schon Ende des 19. Jahrhunderts begann man, sich um eine einheitliche deutsche Rechtschreibung zu bemühen. Die Anstrengungen gipfelten schließlich in der II. Orthographischen Konferenz 1901, an der alle deutschen Bundesstaaten, Österreich, die Schweiz und Vertreter des Druckgewerbes und des Buchhandels teilnahmen. Dort wurde eine einheitliche Rechtschreibung festgelegt, die im Orthographischen Wörterbuch von Konrad Duden von 1902 als amtliches Regelwerk wiedergegeben wurde. Die nächste größere Rechtschreibreform wurde in den 1980er Jahren initiiert und zwischen Vertretern der Bundesrepublik Deutschland, der Deutschen Demokratischen Republik, Österreichs und der Schweiz verhandelt. 1998 wurde die Neuregelung der deutschen Rechtschreibung verabschiedet.
Nach der Verabschiedung kritisierten Schriftsteller und Intellektuelle diese neuen Regeln heftig. Auch setzten manche Zeitungen, Zeitschriften und Verlage die Regelveränderungen teilweise oder überhaupt nicht um und folgten einer Hausorthographie. Daraufhin wurden 2006 einige Regeln (vor allem der Groß- und Klein- sowie der Zusammen- und Getrenntschreibung) erneut modifiziert, sodass für manche geänderte Schreibweise die vor 1995 geltende Form (etwa es tut mir leid, sogenannte) wieder zulässig ist.
Auch auf dem Gebiet der Aussprache gelang Anfang des 20. Jahrhunderts eine Normierung: 1898 und 1908 wurden in Berlin Konferenzen einberufen, um sich auf eine einheitliche Bühnenaussprache zu einigen. Das Ergebnis von 1908 fand Eingang in die 10. Auflage von Theodor Siebs’ Deutsche Bühnenaussprache von 1910.  Diese Sprachnorm wurde 1933 und 1957 leicht geändert, unter anderem wurde das Zäpfchen-r (uvulares r) zugelassen, was Siebs noch abgelehnt hatte. Inzwischen hat sich die mündliche Sprache jedoch weiter verändert, unter anderem wird nun weniger Pathos und ein höheres Sprechtempo bevorzugt. Diese Entwicklungen wurden aufgenommen in das Wörterbuch der deutschen Aussprache (Leipzig 1964).

#### Sprache des Nationalsozialismus
In den 1920er bis 1940er Jahren nahmen die politischen Veränderungen in Deutschland großen Einfluss auf die Alltagssprache. Speziell im Nationalsozialismus wurde Sprache gezielt für Propaganda und Manipulation der Bevölkerung eingesetzt. Eingang in den Alltagswortschatz nahmen Wortschöpfungen wie Hitler-Jugend, Bund deutscher Mädel, Geheime Staatspolizei sowie Komposita mit Reichs- oder Volks- wie Reichsministerium oder Volksgerichtshof. Auffällig sind die Wahrheit vertuschende Fremdwörter wie Konzentrationslager oder Euphemismen wie Endlösung für Massenmord.

#### Deutsche Sprache nach 1945
Nach der Teilung Deutschlands in Bundesrepublik Deutschland (BRD) und Deutsche Demokratische Republik (DDR) wurden der deutsche Wortschatz durch verschiedene Entwicklungen in Ost und West beeinflusst. Im Westen Deutschlands lässt sich ein zunehmender Einfluss des amerikanischen Englisch bis in das Alltagsdeutsch beobachten, so z. B. Teenager, Make-up, Bikini, Playboy. In der DDR wurde das Deutsch in etwas geringerem Maße durch die russische Sprache beeinflusst. Durch den offiziellen Sprachgebrauch der DDR-Führung fanden Wörter Eingang in den Wortschatz wie Volkseigener Betrieb, Arbeiterfestspiele oder Arbeiter-und-Bauern-Staat. Ferner findet man Lehnwörter aus dem Russischen wie Datsche und Zitatwörter aus dem Russischen, d. h. einzelne Wörter, die russische Dinge oder Institutionen beschreiben, wie etwa Kreml, Sowjet oder Kolchose. Viele dieser Neuprägungen fanden durch Film und Fernsehen auch Eingang in den Wortschatz des jeweiligen anderen Teil Deutschlands und sind auch nach der Wiedervereinigung der beiden deutschen Staaten Bestandteil des deutschen Wortschatzes geblieben.
Neuere Entwicklungen im deutschen Wortschatz sind vor allem dem technischen Fortschritt und dem angloamerikanischen Einfluss in Film und Fernsehen geschuldet, so finden sich in der Gegenwartssprache viele Lehnwörter aus dem Englischen wie Radar, Laser, Input, Output, Computer sowie auch Neubildungen aus dem Bereich der neuen Medien (CD-ROM, Internet, eLearning).

### Linguistische Perspektive
- Hans Eggers: Deutsche Sprachgeschichte. Band 2: Das Frühneuhochdeutsche und Neuhochdeutsche. Rowohlt, Reinbek 1986, ISBN 3-499-55426-7.
- Peter Ernst: Deutsche Sprachgeschichte. 2. Auflage. Facultas, Wien 2012, ISBN 978-3-8252-3689-2.
- Peter von Polenz: Deutsche Sprachgeschichte vom Spätmittelalter bis zur Gegenwart. I: Einführung, Grundbegriffe, 14. bis 16. Jahrhundert. 2. Auflage. De Gruyter, Berlin 2000, ISBN 978-3110164787.
- Peter von Polenz: Deutsche Sprachgeschichte vom Spätmittelalter bis zur Gegenwart. II: 17. und 18. Jahrhundert. 2. Auflage. De Gruyter, Berlin 1999, ISBN 978-3110143447.
- Peter von Polenz: Deutsche Sprachgeschichte vom Spätmittelalter bis zur Gegenwart. III: 19. und 20. Jahrhundert. 2. Auflage. De Gruyter, Berlin 2013, ISBN 978-3110314540.
- Peter von Polenz: Geschichte der deutschen Sprache. 10., neu bearbeitete Auflage von Norbert Richard Wolf. Walter de Gruyter, Berlin/New York 2009, ISBN 978-3-11-017507-3.

### Kulturgeschichtliche Perspektive
- Bruno Preisendörfer: Als unser Deutsch erfunden wurde. Reise in die Lutherzeit. Galiani, Berlin 2016, ISBN 978-3-86971-126-3.
- Oskar Haffner: Anfänge der neuhochdeutschen Schriftsprache zu Freiburg i. Br. Alemannia 1904.